# Casa Don Francisco Galindo
La casa Don Francisco Galindo es una casa histórica del siglo XIX ubicada en Concord (California), Estados Unidos. Fue construida en 1856 por Francisco Galindo y su esposa, María Dolores Manuela (Pacheco) Galindo, hija de Salvio Pacheco, quien fue el concesionario de Rancho Monte del Diablo. Fue registrada en el Registro Nacional de Lugares Históricos en 1988.
Es una de las pocas casas de campo de arquitectura victoriana que quedan en el condado de Contra Costa. En 1875 sufrió una importante remodelación que dio como resultado un sótano, un primer y segundo piso ampliado. Fue por esta época que el hijo mayor de Francisco y María, Juan "John" Galindo, y su novia, Marina "Sarah" (Amador) Galindo, se mudaron a la casa. Después de que el hijo mayor de Juan y Marina, Frederick, y Catherine (Hittman) Galindo se casaran en 1911, el título se transfirió a la siguiente generación. Tras la muerte de Catherine Galindo en 1966, la casa fue mantenida por sus hijos Harold, Ruth y Leonora. Ruth Galindo, la última descendiente directa de la familia, residió en la casa hasta su muerte en diciembre de 1999. Con la distribución de la herencia de Ruth Galindo, la casa y la propiedad circundante de aproximadamente 1,5 acres (6100 m2) se transfirieron a la Ciudad de Concord para ser preservado como una casa museo y parque.
En octubre de 2001, después de una serie de talleres y reuniones públicas, la Ciudad de Concord adoptó un Plan Maestro para la casa Galindo, preparado por la firma de arquitectura de preservación histórica Page & Turnbull de San Francisco, que incluye un Plan Operativo del Museo. En septiembre de 2010, la propiedad fue transferida de la Ciudad de Concord a la Sociedad Histórica de Concord, que pasó los siguientes dos años renovando la casa y la abrió al público en 2012.